# Крилова Анастасія Володимирівна
Анастасія Володимирівна Крилова (нар. 17 травня 1995) — українська та російська актриса театру і кіно.

## Життєпис
Анастасія Крилова народилась 1995 року.
У 2017 році закінчила Російський інститут театрального мистецтва (російською - ГІТІС) (майстер В. Гаркалін).

## Творчість
Ще під час навчання, 2016 року почала грати у Театрі на Серпуховці.
У кіно Анастасія Крилова почала зніматися у 2017 році. І відразу - активно. Наступного року з'явилась головна роль - в українському телесеріалі «Несолодка пропозиція». Ще через рік вона знялась у чотирьох телесеріалах, з них у трьох у головних ролях. 

### Ролі в кіно
- Родичі-3 (2020) — головна роль
- Подаруй мені щастя (2020) — Уляна, головна роль
- Батьки-2 — головна роль